# Zwei in der Falle
Zwei in der Falle ist ein US-amerikanischer Western unter Regie von Henry Hathaway mit Tyrone Power und Susan Hayward in den Hauptrollen. Der Film wurde von 20th Century Fox produziert und hatte seine Premiere am 25. März 1951. In der Bundesrepublik Deutschland kam er am 25. September 1951 in die Kinos, in Österreich am 21. Dezember 1951.

## Handlung
Tom Owens arbeitet in einer Wechselstation am Rawhide Pass an der Postkutschenlinie zwischen St. Louis und San Francisco. Tom hat vor, den einsamen Posten so bald wie möglich zu verlassen. Zusammen mit seinem Boss Sam Todd erwartet er die Ankunft der Kutsche nach St. Louis. Der Kutscher Gil Scott erreicht die Station und überbringt die Nachricht, dass der berüchtigte Verbrecher Rafe Zimmerman mit drei Komplizen aus dem Gefängnis ausgebrochen ist. Zu den Passagieren, die sich in der Station frisch machen und essen, gehören auch Vinnie Holt und ihr Mündel Callie. Sam und Tom wollen, dass die beiden Frauen in der Station bleiben, bis die Banditen gefasst sind. Vinnie befürchtet, ihre Stelle zu verlieren, willigt aber doch ein, bis zum nächsten Tag zu warten. Die Kutsche fährt ohne Vinnie und Callie weiter.
Vinnie geht mit Callie in einer heißen Quelle baden. Zur gleichen Zeit erreicht ein Mann die Station, der sich als Deputy aus Huntsville ausgibt. Erst als Tom und Sam ihre Waffen senken, gibt sich der Mann als Zimmerman zu erkennen und ruft seine Begleiter Yance, Gratz und Tevis herbei. Zimmerman erklärt, dass er die an diesem Abend erwartete Kutsche nach San Francisco ungehindert weiterreisen lassen werde. Die morgige Kutsche nach St. Louis jedoch will er um ihre Fracht von 100.000 Dollar bringen. Tevis findet Vinnies Kleid und schließt, dass sie Toms Frau ist. Als Vinnie zurückkommt, wird sie von Tevis festgehalten. Tom kann ihr heimlich mitteilen, dass sie für seine Frau gehalten wird. Da Tom sich um die ankommende Kutsche kümmern muss, werden die Banditen Vinnie und Callie nichts antun. Er erfährt, dass Vinnie Toms Pistole, die sie zu ihrem Schutz zur Quelle mitgenommen hat, verloren hat, als sie von Tevis ergriffen wurde. Zu Toms Entsetzen wird Sam bei einem Fluchtversuch von Gratz und Tevis erschossen.
Tom, Vinnie und Callie werden in Toms Zimmer eingeschlossen. Vinnie erklärt, dass Callie nicht ihre Tochter, sondern ihre Nichte sei, die sie zu ihren Großeltern bringen will. Als Vinnie das Abendessen zubereitet, wird sie von dem lüsternen Tevis beobachtet. Zimmerman warnt ihn, sich von ihr fernzuhalten. Bevor die Kutsche ankommt, schreibt Tom für sich und Vinnie Nachrichten, die einer von ihnen dem Kutscher geben soll. Vinnie wird jedoch von Tevis hinter das Haus gebracht, und Tom verliert seinen Zettel, als er Pferde zum Wechsel vorbereitet. Als die Passagiere essen, versucht Tom, sich eine Pistole zu verschaffen, wird aber von Zimmerman erwischt, der die Waffe seinem Besitzer zurückgibt. Die Kutsche verlässt die Station ohne weitere Zwischenfälle. Zimmerman schlägt Tom für den versuchten Diebstahl nieder. Als Tevis Vinnie bedrängt, geht Zimmerman dazwischen und schlägt auch ihn nieder.
Tom befürchtet, dass die Banditen ihn und die Frauen nach ihrem Raubzug töten werden. Er nimmt sich heimlich ein Messer aus der Küche und beginnt ein Loch in die Außenwand seines Zimmers zu kratzen. Tom und Vinnie verbringen eine anstrengende Nacht. Am nächsten Morgen findet Tom beim Füttern der Pferde seinen verlorenen Zettel. Gratz sieht den Zettel in Toms Hand und will wissen, was draufsteht. Da er nicht lesen kann, glaubt er Toms Behauptung, es sei ein Brief seines Vaters. Als Tom in seinem Zimmer weiter an dem Loch arbeitet, fällt ihm das Messer raus. Vinnie kann es jedoch an sich bringen, als sie Callie zum Toilettenhäuschen bringt.
Zwischen Zimmerman und Tevis kommt es zu Spannungen. Eine Stunde vor Ankunft der Kutsche zerbricht Vinnie das Messer. Das Loch ist aber noch zu eng für sie. Sie wirft Tom vor, mit den Banditen zusammenzuarbeiten, nur um sein Leben zu retten. Als Zimmerman ins Zimmer kommt, wird ihr jedoch klar, dass er sie und Callie beschützt hat und küsst ihn. Vinnie wird ins Zimmer gesperrt, während Tom die Pferde vorbereitet. Callie schlüpft in einem unbewachten Moment durch das Loch, was Vinnie in Panik verfallen lässt. Vinnies Schreie bringen Tevis dazu, sie zu packen und zu würgen. Zimmerman stoppt Tevis, indem er ihm seine Pistole an den Kopf hält. Vinnie wird wieder eingesperrt. Tevis dreht durch und schießt Zimmerman in den Rücken. Er erschießt auch Gratz, als der seine Führerschaft nicht anerkennt. Tom eilt zur Quelle, um seine Pistole zu holen und liefert sich mit Tevis eine Schießerei, während Yancy die Flucht ergreift. Vinnie kann aus dem Zimmer ausbrechen und sucht Callie. Ein Signalhorn verkündet die Ankunft der Kutsche. Als Tevis Callie erblickt und auf sie schießt, ergibt sich Tom, damit er aufhört. Gerade als Tevis Tom töten will, wird der von Vinnie mit Gratzs Gewehr erschossen. Tom und Vinnie umarmen Callie und erwarten die Kutsche, dessen Fahrer die Schüsse gehört hat und mit hohem Tempo zur Hilfe eilt.

## Produktion
Gedreht wurde der Film von Anfang Januar bis Anfang März 1950 in den Alabama Hills, in Lone Pine und beim Olancha Peak. George W. Davis und Lyle R. Wheeler oblag die künstlerische Leitung. Thomas Little und Stuart A. Reiss waren für das Szenenbild zuständig, William Travilla, Charles Le Maire und Sam Benson für die Kostüme. Verantwortliche Toningenieure waren Roger Heman sr. und Eugene Grossman. Fred Sersen schuf die visuellen Effekte. Musikalischer Direktor war Lionel Newman.
In kleinen nicht im Abspann erwähnten Nebenrollen traten Robert Adler, Edith Evanson, Gary Merrill, Walter Sande und Kenneth Tobey auf. Ebenfalls unerwähnt blieben Judy Dunn als Callie und William Haade als Gil Scott.

## Rezeption
„Langatmiger Western aus der Werkstatt des Action-Profis Henry Hathaway.“

Der Film gewann 1951 den Photoplay Award als bester Film des Monats April, Tyrone Power für die beste Performance des Monats April. 1952 wurde Power mit dem Bambi ausgezeichnet.